# Sidney Merlin
Sidney Louis Walter Merlin o, più semplicemente Sidney Merlin - in greco Σίδνεϋ Μέρλιν - (Pireo, 26 aprile 1856 – Atene, 14 luglio 1951) è stato un tiratore a segno e botanico britannico.

## Biografia
La sua famiglia viveva in Grecia dai primi anni '30 del XIX secolo, dove suo padre, Charles William Louis Merlin, era console britannico presso il Pireo. Sidney sposò Zaira Theotokis, figlia del primo ministro corfiota Georgios Theotokis.

### Olimpiadi
Partecipò alle gare di tiro a segno delle prime Olimpiadi moderne che si svolsero ad Atene. Si ritirò nella rivoltella libera e in quella militare, mentre si piazzò tra il 6º e il 18º posto nella carabina libera e al decimo posto, con 1.156 punti, in quella militare.
Gareggiò ai Giochi della II Olimpiade di Parigi, nella fossa olimpica. Prese parte anche ai Giochi olimpici intermedi, entrando in gara in ben undici eventi, vincendo anche due medaglie, una d'oro nella fossa olimpica colpo doppio e una di bronzo fossa olimpica colpo singolo.